# 우에키 고시로
우에키 고시로(植木 庚子郎, 1900년 1월 28일 ~ 1980년 3월 11일)는 일본의 정치인이자 재무 관료이다. 제2차 이케다 내각, 제2차 이케다 제1차 개조내각, 제3차 사토 내각의 법무 대신, 제1차 다나카 가쿠에이 내각의 대장 대신을 지냈다.